# Oberschütze
Oberschütze é uma patente do Exército Alemão que foi usada inicialmente no exército da Baviera no final do século XIX, tendo sido inserido na Reichswehr em 1920.
Traduzindo seria "soldado de primeira classe", a patente de Oberschütze é equivalente a Oberkanonier, Oberpionier, Oberfahrer, etc. Foi criada para dar reconhecimento para os soldados comuns que demonstrassem habilidades em batalha mas ainda não fossem merecedores  de promoção para a patente de Gefreiter. Nos exércitos de outras nações, Oberschütze é considerado equivalente a soldado de primeira classe.